# Švabska vojvodina
Švabska vojvodina  (nemško: Herzogtum Schwaben) je bila ena od petih plemenskih vojvodin srednjeveškega nemškega kraljestva. Nastala je v 10. stoletju na jugozahodnem območju, ki so ga v pozni antiki naselila alemanska plemena.
Medtem ko je zgodovinska regija Švabska dobila ime po starodavnih Svebih, ki so prebivali v kotu, ki ga tvorita Ren in Donava, je plemenska vojvodina obsegala veliko večje ozemlje, ki se razteza od pogorja Alzaških Vogezov na zahodu do desnega brega reke Lech na vzhodu in do Chiavenna (Kleven) in prelaza Gotthard na jugu. Ime velikega plemenskega vojvodstva se je v visokem srednjem veku pogosto uporabljalo kot zamenjava z Alemanijo do približno 11. stoletja, ko je začela prevladovati oblika Švabska.
Vojvodino Švabsko je razglasil Ahalolfing Palatinski grof Erchanger leta 915. Sklenil je zavezništvo s svojim tekmecem Hunfridom Burchardom II. in v bitki pri Wahlwiesu premagal nemškega kralja Konrada I. Najpomembnejša družina, ki je držala Švabsko, so bili Hohenstaufovci, ki so jo imeli s kratko prekinitvijo od leta 1079 do leta 1268. Večji del tega obdobja so bili Hohenstaufovci tudi cesarji svetega rimskega sveta.
Po večstoletnem boju z dinastijo Zähringen se je Badenska mejna grofija v 12. stoletju ločila od švabskega vojvodstva. Preostalo vojvodstvo je trajalo do leta 1268 in se končalo z usmrtitvijo zadnjega vojvode Hohenstaufovca Konradina. Grof Rudolf Habsburški, izvoljeni rimsko-nemški kralj leta 1273, poskušal oživiti švabski vojvodski naslov, ga podelil ali prenesel na svojega najmlajšega sina, kasnejšega vojvodo Rudolfa II. Avstrijskega, ki ga je prenesel na svojega sina Ivana Parricida. Ivan je umrl brez dediča, leta 1312 ali 1313, kar je pomenilo konec »oživljenega« naslova.

## Zgodovina

### Alemanija
Leta 496 je kralj Klodvik I. premagal Alemanska plemena in jih vključen v Francijo in jim vladal po več vojvodah, ki so bili odvisni od frankovskih kraljev. V 7. stoletju so se ljudje spreobrnili v krščanstvo, škofije so bile ustanovljene v Augsburgu in Konstanci, v 8. stoletju pa so ustanovljene pomembne opatije na otoku Reichenau in Saint Gall. 
Alemani so v 7. stoletju ohranili velik del svoje nekdanje neodvisnosti, frankovska vladavina je bila večinoma nominalna, toda leta 709 je Pepin iz Herstala osvojil ozemlje, leta 730 pa ga je njegov sin Karel Martel spet podredil v odvisnost.  Tako imenovano Krvno sodišče v Cannstattu leta 746 je pomenilo konec starega izvornega vojvodstva, Alemani pa so zdaj popolnoma pod frankovsko upravo. Karlov sin Pipin Mali je ukinil plemenskega vojvodo in upravljal Alemanijo preko palatinskih grofov ali Kammerbotena. Kralj Karel Veliki je leta 771 poročil alemansko princezo Hildegardo Vinzgausko.

### Oblikovanje novega vojvodstva
V tem času je vojvodstvo, ki je bilo razdeljeno na številne Gaue (okrožja), dobilo obliko, ki jo je ohranilo v celotnem srednjem veku. Raztezalo se je južno od frankovske Avstrazije (kasnejše vojvodine Frankonije) ob Zgornjem Renu, Bodenskem jezeru, navzgor ob Visokem Renu in navzdol po Donavi do pritoka Lech. Lech, ki je ločeval Alemanijo od vojvodine Bavarske na vzhodu, ni etnološko ali geografsko predstavljalo zelo močne meje in med obema ljudstvoma je bilo veliko medsebojnega občevanja.
Z Verdunsko pogodbo iz leta 843 je Alemanija padla v Vzhodnofrankovsko državo. V poznejših in šibkejših letih karolinškega cesarstva so se grofje skoraj osamosvojili in med njimi in škofi iz Konstance je prišlo do boja za prevlado. Od leta 900 sta nastali dve glavni dinastiji: grofje Hunfriding v Raetia Curiensis (Churrätien) in Ahalolfingi, ki so vladali posestvom Baar okoli zgornjega toka reke Neckar in Donave. Njihove člane so včasih imenovali mejni grofje, včasih pa, kot v primeru Rudolfa iz Retije, vojvode. Končno so grofa Hunfridinga Burharda I. imenovali alemanski dux. Ubili so ga leta 911, za kar sta bila dva švabska palatinska grofa, Bertold in Erchanger, obtožena izdaje. Erchanger se je leta 915 razglasil za vojvodo, a je bil po ukazu nemškega kralja Konrada I. dve leti pozneje usmrčen.
Po usmrtitvi Erchangerja je Burhard II, sin pokojnega Burharda I. in grof v Retija Curiensis, prevzel naziv vojvode. Burhard je svojo oblast zavaroval z obrambo regije Thurgau pred zahtevki burgundskega kralja Rudolfa II. v bitki pri Winterthurju leta 919. Rudolf II. je poskušal razširiti svoje zgornjeburgundsko ozemlje do Bodenskega jezera z izkoriščanjem spora med dinastijama Ahalolfing in Hunfriding. Zasedel je  palačo v Zürichu in od tam vkorakal v Thurgau. Ko ga je Burhard premagal pri Winterthurju, je bil prisiljen zapustiti Zürich ter se umakniti onkraj Reussa. Vladavino vojvode Burharda je nato kot takega priznal novoizvoljeni kralj Henrik I. Nemški.

### Oblikovanje nove vojvodine
Burhardov položaj je bil tako rekoč neodvisen in ko je leta 926 umrl, ga je nasledil Herman, frankovski plemič, ki se je poročil z njegovo vdovo.
Ko je Herman leta 948 umrl, je Oton I. Veliki vojvodino dal svojemu sinu Liudolfu, ki se je poročil s Hermanovo hčerko Ido; vendar je zmanjšal vojvodske privilegije in imenoval  palatinske grofe, ki so skrbeli za kraljeve interese. Liudolf se je uprl in bil odstavljen, nakar so mu hitro sledili drugi vojvode. Burhard III., sin Burharda II., je vladal od leta 954 do 973, ko ga je nasledil Liudolfov sin, Otto, kasnejši  vojvoda Bavarske, do leta 982, in Konrad I., sorodnik vojvode Hermana I, do leta 997. Hermanu II., mogoče Konradovemu sinu, je to uspelo, leta 1003 ko je umrl pa mu je sledil sin Herman III. V teh letih so bili Švabi zvesti kraljem saške hiše, verjetno zaradi vpliva škofov. Herman III. ni imel otrok, nasledstvo pa je prešlo na Ernesta II., sina njegove najstarejše sestre Gizele in Ernesta I., avstrijskega mejnega grofa. Ernest I. je imel vojvodino za svojega sina do njegove lastne smrti leta 1015, ko je Gizela prevzela vladavino in se poročila drugič s Konradom, vojvodom Frankonije, ki je bil nato nemški kralj Konrad II. Nemški. Ko je Ernest ostarel se je sprl s svojo očimom, ki ga je  leta 1030 odstavil in vojvodino podelil drugemu sinu Gizele, Hermanu IV. in nato, ob smrti Herman IV. leta 1038, podelil Henriku , lastnemu sinu z Gizelo. Leta 1045 je Henrik, ki je kot Henrik III. Postal nemški kralj, podelil Alemanijo Otonu, vnuku cesarja Otona II. in  renskemu palatinskemu grofu, leta 1048 pa Otonu III., grofu Schweinfurtskemu. Naslednji vojvoda je bil grof  Rudolf Rheinfeldški, ki je bil leta 1077 izbran za nemškega kralja v nasprotju s cesarjem Henrikom IV., Ker pa ta ni našel podpore v Švabiji, je cesar Henrik vojvodstvo podelil dal svojemu zvestemu privržencu Frideriku I., grofu Hohenstaufnu.

### Staufovsko obdobje
Friderik se je moral za svoj položaj boriti z Bertoldom, sinom vojvode Rudolfa, in vojvodovim zetom Bertoldom II., vojvodom Zahringenskim, ki mu je leta 1096 odstopil Breisgau. Friderik II. je leta 1105 nasledil svojega očeta, sledil mu je Friderik III, nato cesar Friderik I.. Zgodnji predstavniki Hohenstaufovcev so povečali cesarsko oblast v Švabiji, kjer so dobili stalno podporo, čeprav so bili cerkveni vplivi tudi zelo močni. Leta 1152 je Friderik I. vojvodino dal svojemu sorodniku Frideriku, grofu Rothenburškemu in vojvodi Frankonije, po smrti katerega leta 1167 so vojvodstvo zaporedno imeli trije cesarjevi sinovi, od katerih je bil najmlajši, Filip, leta 1198 izbran za nemškega kralja. Med svojim bojem za prestol je Filip kupil podporo z velikimi koncesijami švabskih dežel, vojvodstvo pa je v času vladavine cesarja Otona IV ostalo v kraljevskih rokah, leta 1214 pa je prišlo do Friderika II. Friderik je podelil Švabijo svojemu sinu Henriku, po uporu leta 1235 pa njegovemu sinu Konradu, čigar sin Konradin se je leta 1266 odločil, da prevzame Sicilijo, svojo švabsko dediščino pa zastavil Ulriku II. grofu Württemberškemu. Vojvodstvo je propadlo po Konradinovi smrti leta 1268.

### Povojvodska Švabska
Ko je cesar Maksimilijan I. leta 1512 razdelil Sveto rimsko cesarstvo na cesarske kroge, se je eden, ki je bil praktično sovpadal z vojvodino, imenoval švabski krog. Območje, ki je bilo prej Švabsko, je pripadalo v grofijo Württemberg, mejno grofijo Baden in zahodni del Kraljevine Bavarske. Čeprav se ime Švabska občasno uporablja na splošno za označevanje okraja, ki ga je nekoč zasedalo vojvodstvo, je natančna uporaba imena zdaj omejena na bavarsko švabsko upravno okrožje s prestolnico v Augsburgu.